# Gutten som kappåt med trollet
Gutten som kappåt med trollet ("Pojken som åt i kapp med trollet") är en norsk animerad kortfilm från 1967 i regi av Ivo Caprino. Den handlar om en pojke som överlistar ett troll, och bygger på folksagan "Askepilten som åt i kapp med jätten" i Peter Christen Asbjørnsen och Jørgen Moes tappning. Det var den sista av Caprinos Asbjørnsen och Moe-filmatiseringar och hans näst sista film överhuvudtaget.